# Amalapuram
Amalapuram là một thành phố và khu đô thị của huyện East Godavari thuộc bang Andhra Pradesh, Ấn Độ.

## Địa lý
Amalapuram có vị trí 16°35′B 82°01′Đ / 16,58°B 82,02°Đ Nó có độ cao trung bình là 3 mét (9 feet).

## Nhân khẩu
Theo điều tra dân số năm 2001 của Ấn Độ, Amalapuram có dân số 50.889 người. Phái nam chiếm 50% tổng số dân và phái nữ chiếm 50%. Amalapuram có tỷ lệ 77% biết đọc biết viết, cao hơn tỷ lệ trung bình toàn quốc là 59,5%: tỷ lệ cho phái nam là 80%, và tỷ lệ cho phái nữ là 74%. Tại Amalapuram, 10% dân số nhỏ hơn 6 tuổi.